# Monocirrhus polyacanthus
Monocirrhus polyacanthus, còn gọi là Amazon leaffish là một loài cá trong họ Polycentridae. Loài này có chiều dài tối đa khoảng 8,0 xentimét (3,1 in), thường sống ở vùng nước lợ của một số nơi như Peru, Brazil, Bolivia, Colombia và Venezuela trong Lưu vực sông Amazon.